# 2017年《肿瘤生物学》撤稿事件
《肿瘤生物学》撤稿事件发生于2017年4月20日，医学期刊《肿瘤生物学》一次性撤下与德国学术出版商施普林格合作期间发表的107篇论文，原因是这些论文在同行评审中伪造了专家审查意见。这107篇论文发表于2012至2016年间，全部与中国大陸研究机构有关，涉及524名作者，来自125家中国研究机构和日本、美国、加拿大的4家机构。此次撤稿创下了世界正规学术期刊一次性撤稿数量的纪录，亦使得《肿瘤生物学》成为科睿唯安Web of Science数据库收录期刊中撤稿数量最多的一部。
施普林格的调查显示，相关论文在投稿时向期刊推荐了相关领域专家参与同行评审，随后投稿者使用虚假邮箱冒用专家名义伪造评审意见交给期刊。涉事的作者多使用了第三方论文代投机构，这些机构对伪造评审意见负有重要责任。事件在中国大陸造成巨大反响，中国科学技术协会展开调查并与施普林格会谈，认为相关作者机构存在错误，期刊方审核不严，都应对事件负责，一度引起争议。中国大陸媒体和公众批评医院对医生的不合理考评制度是促成学术造假的原因之一，亦指责科研界对造假惩处力度不够，使得类似丑闻一再发生。《科学》在调查中则发现该期刊评审制度存在缺陷，且自身有造假行为，同样应当对事件负责。
事件调查期间，《肿瘤生物学》与施普林格双方终止合作，期刊改由赛吉出版。赛吉接手后重组期刊编辑委员会，并改善了其同行评审的审核制度。科睿唯安随后宣布该期刊不再满足数据库的标准，并从科学引文索引（SCI）中将其正式除名。中国科技部、教育部和卫生计生委等机构则在调查后联合对有过错的涉事研究人员和机构作出处罚。

## 背景

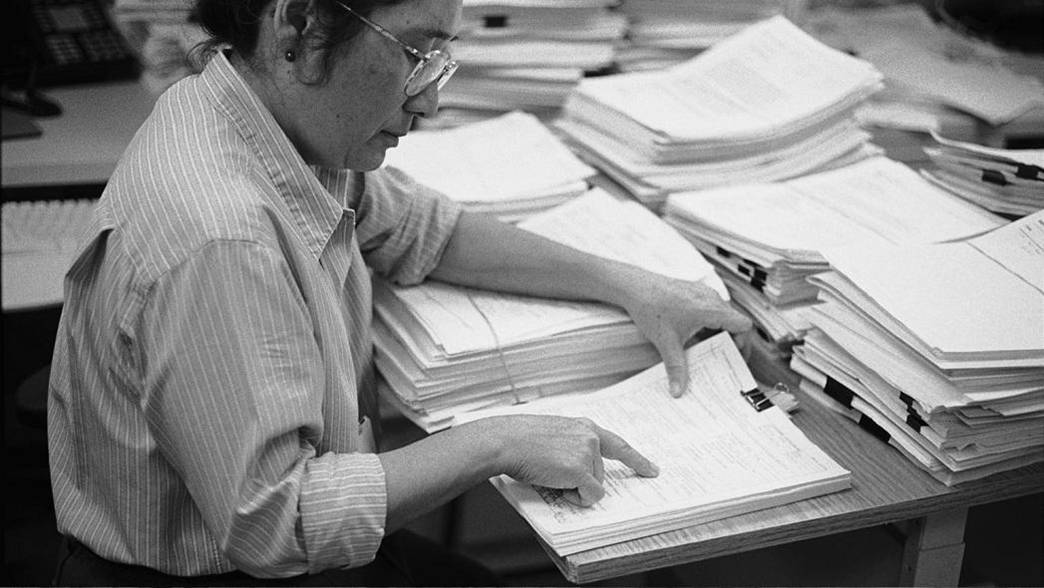
同行评审是审查学术成果的重要程序，会将作者的学术论文交由同一领域的其他专家学者评审。

在学术论文出版中，同行评审是论文出版前的关键环节之一，一般是由该领域有资质的专家审查论文并向期刊编辑提供审查意见，以确保论文的质量和可靠性。同行评审被视作检验论文质量的重要关卡，未通过同行评审的论文一般不会在正规期刊上发表。期刊撤下已发表论文的多是因为数据错误、伪造或曲解数据，以及剽窃或重复发表等原因。伪造同行评审意见导致撤稿的现象在以往并不常见。2016年发表于《医学继续教育杂志》的一项研究统计了250篇因伪造同行评审而遭撤稿的论文，这些论文均于2010年后发表，其中74.8%是由中国研究者创作。伪造同行评审的论文不一定质量低下，其内容也未必是伪造，但施普林格、爱思唯尔等世界主要学术出版商均认为同行评审是决定论文发表与否的最主要标准，在这一环节造假即属于重大的学术造假行为。国际出版伦理委员会也将伪造同行评审的行为视为学术不诚信。
《肿瘤生物学》是国际肿瘤和生物标志物协会（International Society of Oncology and BioMarkers）的官方期刊，主要收录肿瘤靶向性和肿瘤标志物方面的研究，也涉及与此相关的其他肿瘤学临床研究和实验。在事发之前，该期刊由瑞典于默奥大学荣誉教授托里尼·斯第奇布兰德（Torgny Stigbrand）担任总编辑。根据科睿唯安出版的期刊引证报告，其2015年影响因子为2.926，在SCI收录的213家肿瘤学期刊中排名第104位。2017年之前，期刊由世界知名的学术出版机构施普林格出版。
施普林格和《肿瘤生物学》在此次事件之前已有多次类似的撤稿事件。2015年3月，施普林格旗下现代生物出版集团撤回43篇在同行评审中造假的论文，其中41篇是中国大陸学者的研究。8月，施普林格又撤回旗下10家期刊的64篇伪造同行评审的论文，其中就包括了《肿瘤生物学》，绝大部分论文亦来自中国。2016年，《肿瘤生物学》期刊再次因涉及同行评审造假等问题撤回25篇论文，多为伊朗科学家的研究。施普林格在2015年的调查中未能发现2017年这次撤稿论文中存在的问题。2016年大规模撤稿后，出版方决定重新展开更深入的人工筛查，才发现此次的107篇涉事论文。

## 撤稿和调查
2017年4月20日，《肿瘤生物学》发表一篇撤稿声明，称有“明确证据显示”部分论文在同行评审环节存在问题，因此根据国际出版伦理委员会的建议，撤回已发表的这些论文。被撤论文共有107篇，均发表于2012至2016年间。这一数字创下了正规学术期刊单次撤稿数量最多的纪录，《肿瘤生物学》也因此成为科睿唯安Web of Science数据库收录期刊中撤稿总数最多的一部。《肿瘤生物学》此前允许投稿者向期刊推荐合适的专家参与同行评审。这项规定基于学术诚信设立，是很多期刊通行的做法，目的是为了让细分领域的研究能有相应专业的专家参与评审。但正是这一规定导致涉事论文有机可乘。这些论文在投稿同时向编辑推荐了该领域的著名专家作为论文的评审人，之后投稿者使用假冒的邮箱地址，冒用这些专家的名义向编辑提交了虚假的“同行评审”意见，意见中使用了该领域专家的真实姓名。期刊编辑误认为论文已经通过专家的同行评审，便予以刊发。施普林格在调查中发现论文提交的意见内容和邮箱地址均为伪造，联系评审意见中的专家之后，出版社发现这些评审意见中声称的“评审人”并没有审核过论文。
全部107篇论文均与中国大陸研究者有关，在中国大陸学者登上该刊的论文总数中占据0.03％。论文共涉及524名研究人员，来自125家中国大陸研究机构，和日本、美国、加拿大的4家机构。涉事机构中有中国科学院上海药物研究所等中国大陸顶级研究机构，还有中国大陸医学领域知名高等院校和医院，包括北京大学第三医院、解放军总医院，上海交通大学、复旦大学、北京协和医学院、浙江大学、中南大学、中国医科大学、南方医科大学、武汉大学、同济大学、山东大学、华东师范大学、第三军医大学、第四军医大学等院校及其附属医院。所有涉事机构中，山东大学及其附属的济南中心医院、齐鲁医院、千佛山医院和省立医院共涉及18篇论文，上海交通大学及其附属的第六人民医院、第一人民医院、瑞金医院、仁济医院、新华医院和胸科医院共涉及16篇论文，是此次事件中被撤论文数最多的两所高校。
施普林格的调查显示，此次事件中伪造的同行评审多与提供论文代投服务的第三方机构有关，这些机构对虚假评审意见应当负有不可推卸的责任。在中国大陸，这些机构多以“语言公司”为旗号，为英文水平有限的研究人员修改、润色论文，但实际中还提供虚假同行评审、代作者向期刊投稿，甚至直接提供代笔服务，实质为“论文买卖”。此前中国大陸科研人员在2015年因伪造同行评审遭撤稿同样与第三方机构有关。中国科学技术协会曾发表行为准则，禁止第三方机构参与论文的撰写、修改和投稿，禁止提供虚假同行评审。对于涉事论文的作者，施普林格负责细胞生物学及生物化学领域的编辑总监彼得·巴特勒（Peter Butler）在接受采访时称“尚不清楚”稿件作者本人是否知晓这些第三方机构伪造了同行评审意见。中国科协调查也显示“没有任何证据”证明投稿人直接参与造假行为。
《南方都市报》在调查中发现，第三方中介在中国大陸已经形成产业链，很多作者都会请人为自己的论文润色语言和学术规范，其采访的涉事医生称在整个过程中并不了解第三方机构会伪造同行评审意见。新华社和中国医药行业网站丁香园采访的涉事医生中也有人称自己只是对研究有少量贡献，完全不知道自己在论文中被署名，没有参与论文投稿，更不清楚第三方机构参与其中。中国教育专家熊丙奇在接受采访时则表示“一个真正严肃的学者，根本不会请‘第三方机构’发表论文”。科研界有研究人员认为“通讯作者要对文章的每一个字符负责”，将责任推卸给第三方机构是为造假开脱。新华社采访的一位医学期刊编辑也认为其中很多涉事研究人员早已了解第三方机构的造假，只是假装不知情，纵容这种行为。

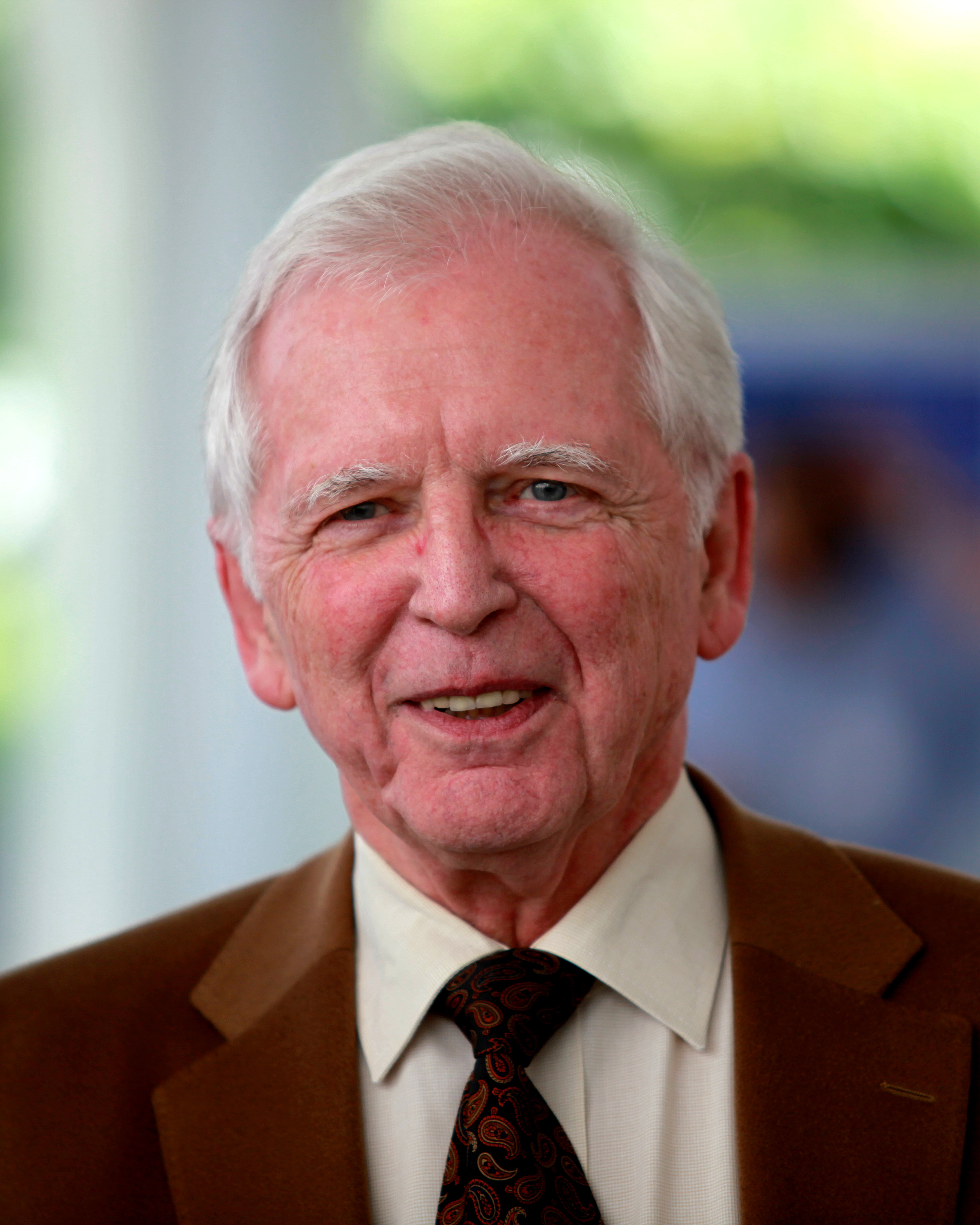
诺贝尔奖得主哈拉爾德·楚爾·豪森是《肿瘤生物学》编委会名单造假的受害者之一

2017年5月，《科学》期刊在调查后认为《肿瘤生物学》期刊在此事件中亦有重要责任。多位涉事研究人员称自己从未使用第三方公司的服务，也没有提交过虚假审稿意见。期刊对此回应称可能是由于数据库中收录的虚假联系方式存在问题，并称将有后续的声明澄清。《科学》还发现该期刊在公开的编委会名单中涉嫌造假。其公开的编委会名单中包含的德国诺贝尔奖得主哈拉爾德·楚爾·豪森等多名科学家称自己与期刊没有任何关系，从未评审过期刊的稿件；亦有科学家自编委会离职后仍出现在名单中，2016年的编委会名单中还收录了已经于2014年逝世的杜伊斯堡-埃森大學专家曼弗里德·拉杰斯基（Manfred Rajewsky）。施普林格坦承期刊确实应当对事件负责。科睿唯安随后于7月宣布《肿瘤生物学》不再满足其数据库的标准，SCI科学引文索引自此停止收录这部期刊。期刊自2017年7月19日之后发表的文章将不再收录于数据库。
同年7月，中国科技部、教育部和卫生计生委等机构联合发布了事件的处理结果。调查组发现107篇论文中有101篇在同行评审中确有造假，涉及的521位作者中有486人存在过错。国家自然科学基金终止了相关论文涉及的51个项目的审批，40多项已经获得资助的国家自然科学基金项目将被撤销，论文相关的20个国家科技计划项目也暂停立项。中国工程院暂停了一名涉事作者参选院士的资格，还有70多名相关责任人被通报批评，逾50人在1到7年内禁止申请国家自然科学基金项目。

## 后续反应
《肿瘤生物学》在事件调查期间与出版商施普林格合作到期，双方决定不再继续合作关系。2017年起，期刊改由美国学术出版商赛吉出版。赛吉在2017年1月接手时已经了解此次事件，与国际肿瘤和生物标志物协会达成协议，重组期刊的编辑委员会，还将全面修改期刊的同行评审制度规范，使其符合赛吉和国际出版伦理委员会的标准。新规范要求严格审核投稿人推荐的同行评审专家，要求相关专家使用所在机构的邮箱提交意见。波兰华沙居里研究院免疫学系主管马格达莱娜·杰克林斯卡（Magdalena Chechlinska）于2018年出任期刊新任总编辑。
施普林格称其撤销这些受到影响的论文是为了清除不良的科学记录，称出版社在科研诚信和同行评审的问题上坚守最高标准，承诺维护科学文献的学术诚信，并将继续调查这些问题。出版社在撤稿后联系了每篇论文的通讯作者，部分作者回信致歉，并提供了第三方机构的信息以协助调查。施普林格还表示将完善审稿人身份验证的系统和制度。其旗下现代生物出版集团也已经取消了由作者推荐评审专家的做法。
撤稿事件在中国大陸引起巨大反响。施普林格方面称此次论文被撤不能代表中国科研界的水平和成就，但中国大陸业界人士普遍认为中国大陸学术声誉受到严重影响。事件发生后，中国科学技术协会对相关研究人员和机构展开调研，通过中华医学会组织专家研讨，探讨此次事件及医学科学道德的有关议题。中国科协还致信涉事机构，要求其“根据规定认真调查，严肃处理学术不端行为并告知处理结果”。直至4月25日，仅有一家医院称“正在核实情况”，其他涉事单位均未出面回应。
4月22日，中国科协与施普林格母公司施普林格·自然集团大中华区总裁安诺杰（Arnout Jacobs）会面。在会谈中，科协方面称“作者和‘第三方’中介确实存在不可推卸的责任”，但同时指责施普林格“没有采取积极有效措施防止类似事件发生”，称出版社和期刊“内控机制不完善、审核把关不严格”，“理应对此承担责任”。安诺杰则称撤稿事件是“全球性问题”，愿与中国大陸方面加强合作打击学术不端。
中国科协的说法引发了民众和其他媒体的不满，被指是“强盗逻辑”。批评者认为这一言论将错误归咎于期刊和出版商，明显是袒护涉事作者，推脱自身责任的行为。网易新闻认为期刊编辑无法全面了解每一个领域的专家，只能相信论文作者的学术诚信，称出版社的审核制度确实应当提升，但中国科协指责其“把关不严”是避重就轻的行为。
中国大陆科研界也有声音认为期刊的责任不可推卸。一位医学期刊编辑在接受《南方都市报》采访时称期刊不经严格审核就直接使用作者推荐的同行评审，这一做法本身即存在问题，在等顶级期刊中不会出现类似情况。上海交通大学教授、科学文化专家江晓原认为该期刊为“掠夺性期刊”，每期发表大量文章，但审稿程序存在严重漏洞，建议学术机构将类似期刊中发表的论文不计入研究成果。中国科技大学的袁岚峰认为造假作者和机构应当受到严惩的同时，期刊本身制度存在缺陷，难以识别简单的作弊手段，也成为造假事件中的一环。
网易新闻在事件后统计了全部524名研究人员的姓名、就职机构和科室，并公之于众。这一做法一度引起争议，被指“侵犯隐私”、“挑拨医患关系”。熊丙奇和网易新闻都强调学术造假与医生医术之间没有必然联系，网易新闻还认为“论文造假意味着科学道德的缺失”，相关信息之前已由期刊方面公开，统计公布涉事人员名单是为了对个体追责，并无不妥。很多媒体对中国科研体制提出了质疑，认为中国大陸医生的评价体系为此次事件提供了土壤。中国大陸高校附属医院对医生的考核评价制度与大学的科研评价体系相同，都以医生发表的论文数量为考核标准。澎湃新闻认为此事件涉及大量医生，正是和中国医生评价体系有关。《人民日报》称这一制度“以论文论英雄”，考评体系“扭曲”，是造假的诱因之一。《北京青年报》指出，医生平时救治患者已经压力巨大，考核制度不以医术为标准，只强调发表论文数量，给医生造成更大压力。国家新闻出版广电总局负责新闻报刊的主管官员卓宏勇称人才评价机制是期刊领域存在问题的源头。网易新闻也批评中国大陸医生的晋升制度“以论文为先”，“助长了医生论文造假风气”，但同时指出“体制问题不该成为个体豁免责任的理由”，认为涉事个人必须承担责任。
中国大陸相关部门对造假者惩处不力也遭到诟病。此前类似的学术不端事件中，中国科协和国家自然科学基金委员会对造假者的惩罚措施仅为“通报批评”和“收回涉及的研究经费”，造假者“几乎不会受到任何实质性的处罚”，没有震慑效果。对于因学术造假而论文被撤的学者，几乎没有调查和处理的报道。只有少数单位对涉事作者做出取消职称、职务和评优资格等较严厉的处罚。之前早已曝光的第三方机构也没有受到有效惩罚。媒体认为这种现状也是促成大规模学术造假的原因之一。北京大学政府管理学院医疗卫生领域专家顾昕在接受《财经》杂志访谈时也称“缺乏惩罚机制”是严重的问题。